# 朱梅雪
朱梅雪（1964年10月31日—），畢業於龍華工專，任職於中華航空飛機修護工廠、現職為中華航空企業工會秘書長，長期參與工會運動，並參與2018年桃園市市長選舉。他是由中華航空企業工會推派參選2018年桃園市市長選舉，於第10屆第2次會員代表大會以82%的支持度通過。選舉的主訴求是「拒絕藍綠，工人改造市政府」，在登記參選當日喊出的口號是「臺灣百年第一次，工人挑戰直轄市」。

## 經歷
龍華工專電機科畢業。在中華航空修護工廠任職，曾擔任中華航空機務工程處資訊策劃部工程師、中華航空企業工會第四分會常務幹事、中華航空修護工廠工會監事，現職為中華航空企業工會秘書長、桃園產業總工會理事長。

## 參與工會運動
朱梅雪屬中華航空股份有限公司的飛機修護部門，原本在中華航空公司企業工會系統裡面，係屬第四分會。由於2011年，中華航空公司開始籌劃成立「台灣飛機維修公司」，並且於2013年正式成立公司，將負責維修華航新飛機，待華航飛機漸漸汰舊，原本華航公司的修護工人終將失去他們的工作權。飛機維修部門可能脫離華航的跡象已經浮現，但未來如何保障修護工人的工作權益，華航卻不願給予正式承諾。當時擔任四分會常務幹事的朱梅雪認為，「台灣飛機維修公司」將會影響華航修護工人未來工作權益的保障，如此嚴重的問題華航工會不該輕視。因此，他向華航工會提議召集相關代表組成應變小組，針對四分會會員工作權益的部分，華航工會要主動了解並且保障會員。然而，華航工會體系龐大，從機師、空服員，到修護人員、地勤人員都涵括在內，各分會的議題根本無法透過華航工會去反應。最後，縱使籌組了應變小組，也只召開了一次會議，就沒有下文。隨著台灣飛機維修公司維修新飛機的時程步步進逼，修護工人無法無止盡等待華航工會，只能組工會自救。
歷經長達一年的波折，華航修護工廠企業工會（簡稱修護工會）終於在2014年9月25日取得桃園市政府勞動局的立案證書。儘管修護工會已合法成立，資方的打壓卻已如火如荼的展開，不僅刁難會務假，也不願給予會所及佈告欄。工會幹部也沒有讓步，在露天及餐廳擺攤招收會員，告知廠內修護弟兄們：「修護工會已經成立」，成立幾個月內，已有500名修護工人加入。
2016年6月1日，朱梅雪疑因參與中華航空公司空服員於5月31日的大遊行而遭約談並威脅解雇。華航修護工廠企業工會指出，當日朱梅雪為工會新聞聯絡人到場聲援，當天陳情抗爭平和，但朱翌日上午先被修護組織主管約談，下午修護組織紀律委員會即決議解聘兩人，人事案當晚送到華航總公司。華航公司表示，確實收到劉、朱解聘案，因還在調查，尚無最後決定。經工會抗議，勞動部長郭芳煜回應，勞動部勞動關係司已去協調，目前就此打住，不至於會解僱。 

## 參與2018年桃園市長選舉
| 1        | 朱梅雪   | 無黨籍         | 18,200票  | 1.76%                            |                                  |
| 2        | 陳學聖   | 中國國民黨     | 407,234票 | 39.42%                           |                                  |
| 3        | 楊麗環   | 無黨籍         | 51,518票  | 4.99%                            |                                  |
| 4        | 吳富彤   | 無黨籍         | 3,867票   | 0.37%                            |                                  |
| 5        | 鄭文燦   | 民主進步黨     | 552,330票 | 53.46%                           | 當選                             |
| 選舉日期 | 選舉日期 | 2018年11月24日 | 選舉人數  | 1,732,591人                      | 1,732,591人                      |
| 投票率   | 投票率   | 60.63%         | 投票人數  | 有效：1,033,149人 無效：17,378人 | 有效：1,033,149人 無效：17,378人 |

2018年6月1日，中華航空股份有限公司企業工會於第10屆第2次會員代表大會決議推派秘書長朱梅雪參選桃園市長，以82%的支持度通過。工會於臉書發表聲明稿「藍綠無能搞惡鬥，勞工公民站出來」說明：「光是這四年的桃園，公車司機疲累過勞、消防員火場殉職、移工在危險宿舍被燒死、社工人員超時加班，這不只是勞動問題，每個事件都可能危害所有桃園市民的安全與權益。這兩年的時間，中華航空企業工會不是沒有試過在體制內爭取勞工權益，我們經由會員投票，讓工會由更具有勞工意識的改革派幹部執政。」 （页面存档备份，存于）
2018年6月19日，適逢端午連假，味全公司前董事長魏應充、太平洋電信電纜前董事長孫道存雙雙放假回家過端午。朱梅雪至兩人所在的八德外役監獄抗議，批評「有錢人坐牢回家過節，受雇者過勞還被砍假！」表示太電掏空案的孫道存、味全劣油案的魏應充，端午連假還能回家，力霸掏空案坐牢的王令麟，還可以在獄中吃牛排、簽公文，呼籲法務部應立即修改相關規定，在制度上防範權貴犯罪，並也應思考監獄內階級不平等的問題。
2018年7月16日，朱梅雪會同桃園市產業總工會、桃園市空服員職業工會、桃園市電子業產業工會、中華航空企業工會、長榮航空企業工會、臺灣鐵路產業工會、臺灣貨運倉儲業產業工會等工會團體到桃園市政府抗議，說雖然桃園市勞動局獲得「107年勞動部對地方政府勞動行政業務督導考核」第一名，市長鄭文燦與勞動局長王安邦大肆宣揚政績，但基層勞工感受到的卻是勞檢制度黑幕重重，諸如：1.勞檢都是臨時通知工會：讓工會難以前往陪檢，沒有突襲到資方，反而突襲工會！2.產職業工會被阻擋陪檢3.要求不能匿名申請勞檢4.勞檢的裁罰狀況非常不清楚，讓工會難以追蹤改善進度5.竟然認定空服員不是輪班人員，不受輪班間隔保障休息時間。市府則派出勞動局科長回應訴求，但僅重複表示「會與相關單位研討事宜」，讓現場抗爭人士不滿高喊「鄭文燦下來講清楚！」，隨後更沿路抗議繞行桃園市政府。
2018年7月26日，因蘆竹光明河濱公園要興建里民活動中心，將21棵樹木移植至機場捷運A21環北站，發生爭議，市府工務局坦言修樹行為確有不當。朱梅雪會同桃園護樹行動聯盟、歐巴桑聯盟成員等人到市府抗議，認為市府在樹木移植、修剪觀念及體制結構出現漏洞，依規定要開設的樹木保護審議會也未定期開會。農業局林務科長劉秀卿則回應說，市府已訂定「桃園市樹木保護自治條例」草案，現送請行政院核定中，未來初審會議將邀相關利害關係人、土地所有權人、護樹團體等參與，廣納意見並評估。
2018年8月30日，朱梅雪登記參選桃園市長，在登記參選當日喊出的口號是「臺灣百年第一次，工人挑戰直轄市」。
2018年9月12日，朱梅雪今天帶領桃園市電子業產業工會到桃園市府前召開記者會，指宏達電今年7月大幅解僱1500人，已是桃園市今年第三起大量解僱案件，痛批市府勞動局無能，朱梅雪提出3項「好招」降低失業率：1.血汗企業逐出桃園：八局處齊發，將血汗企業撤銷營業許可登記。2.非典勞動逐出桃園：桃園市政府帶頭禁用非典勞動力，做民間企業的好榜樣3.超時過勞逐出桃園：補足公部門人力，包含消防局、環保局、農業局、動保處、桃園捷運、未來市營公車處司機之人力。勞動局回應，宏達電已與企業工會達成協議才資遣，針對10多名不服方案的員工，市府將協助調解，市府也回批朱梅雪搞不清楚狀況，「選舉語言不能昧於事實」。朱梅雪則在臉書回應，有多方證據證明宏達電企業工會是資方掌握，勞動局如果視而不見，就是偏袒財團。
2018年10月10日，桃園市舉辦國慶升旗典禮，市長鄭文燦致詞時卻遭到朱梅雪的嗆聲，朱梅雪和其他十多名抗議人士在現場高喊「藻礁已死何來國慶？」，鄭文燦不斷向抗議民眾表示「藻礁重要，國慶也重要」，最後動用警力將這批抗議民眾拉下台。
2018年10月19日，朱梅雪於桃園市選委會抽號次，抽到1號，喊出口號「工人參政，百年第一」，並提出戰帖邀請其他各候選人辯論勞動、藻礁議題。
2018年10月22日，宏達國際電子公司爆發大量解雇事件，近20名宏達電員工22日在桃園市長候選人朱梅雪陪同下到市府前廣場陳情，巧遇市長鄭文燦宣布市府前汙水道完工。一行人數度上前陳情，屢屢遭優勢警力擋下，雙方爆發肢體衝突，甚至跑給警察追，鄭則趁隙離開，讓現場勞工痛斥「落跑市長」，放話將「如影隨形」，讓掩耳落跑的鄭知道「桃園勞工正不好」。
2018年10月26日，無黨籍台南市長候選人陳永和與訴求勞權的無黨籍桃園市長候選人朱梅雪同台聯合造勢，並同框線上直播，他們表示為了土地環保、勞動權益，分別槓上當權者，因極力爭取也無法改變現狀，才毅然參選，凸顯議題。陳永和為土地環保，朱梅雪為工人權益，同為信念挺身而出，屢遭打壓的處境也相似，希望並肩作戰，一起贏得最後勝利。朱梅雪和陳永和做了一個約定，如果對方真的當了市長，做不好的話就互相帶團去抗議。
2018年10月27日，朱梅雪公布「梅雪給問嗎？」短片，表示競選以來民眾最常問「朱梅雪是男的還是女的」？但也表示「是男是女不重要，工人市長反歧視」表態支持同志婚姻，說明此次代表工人參政，更代表反對壓迫勞工與歧視性別，盼社會尊重多元聲音。，並參加2018年台灣同志遊行，表示：「我想告訴同志朋友：你/妳們並不孤單」。
2018年11月1日，朱梅雪、市議員候選人牛煦庭連袂到市府陳情，抗議文化局雖然將「龜崙嶺鐵道橋遺構」指定為市定古蹟，但未善盡保護責任，導致古蹟淪為廢墟；文化局則發出新聞稿表示，文化局已經完成古蹟調查研究暨修復計畫，民眾可以透過局網下載，更瞭解桃園的文化資產。
2018年11月10日，媒體報導朱梅雪經費有限，未設立競選總部，僅靠一臺行動競選小貨車13區趴趴走，車身掛宣傳旗幟，並用播音拜票，且因人手不足之故，朱梅雪還常親自開車。
2018年11月13日，桃園市選委會舉辦桃園市長電視政見發表會，朱梅雪主打勞動人權、藻礁、婚姻平權議題，他準備了觀音藻礁海岸的海水，竟然一杯自己喝下，表示乾淨可飲用，一杯邀請鄭文燦喝，但鄭文燦並未喝下這杯水。最後朱梅雪也表示如果當選，有任何一位桃園的同志朋友，因為法律規定，無法在自己的身分證配偶欄上填上愛人的名字，將組律師團幫忙打釋憲官司，因為「改革就是照顧那些沒被保護的人」。
2018年11月14日，朱梅雪再和歐巴桑聯盟、台灣人文環境協會與護樹行動聯盟到市府前抗議，直指石門水庫有工廠違法排廢水、不當開發、佔用河道與掩埋廢棄物等四大問題，嚴重影響民生用水，水庫用水如同「加料過的蜂蜜檸檬」，要求市府正視問題。
2018年11月17日，時代力量新竹黨部集合4位議員候選人舉辦選前遊行，由新竹黨部主委邱顯智律師帶領市議員候選人東區蔡惠婷、南區黃瑞誠、北區林彥甫、香山區廖子齊在新竹市228公園集合，並出發繞行新竹市區，約有200位民眾參與遊行。桃園市長候選人朱梅雪也站台支持表示，「現在的政府需要第三力量持續監督」。
2018年11月21日，朱梅雪至市政府前抗議市府斥資1億3000萬元打造的桃園市動物保護教育園區有諸多缺失，市長鄭文燦上周獲悉後視察，要求廠商改善，但朱梅雪認為仍有三大缺失，到市府前「為毛小孩請命」，要求市府應增設跳台、積水儘速解決與增設水泥牆問題，並應公開專案檢討報告，向民眾說明。
2018年11月24日，選舉結果，朱梅雪僅拿18200票，得票率只拿1.76%，敗給鄭文燦。

## 籌組地方協會
2018年桃園市長選舉結束以後，朱梅雪在臉書粉絲專頁宣布將籌組「桃生活協會」，主要為了「讓未來我們有更多資源繼續為桃園環境、動保、性別與勞工等議題努力。」專頁名稱也改為「朱梅雪的桃生活」。

## 外部連結
- 「朱梅雪的桃生活」臉書粉絲頁